# Eurosta

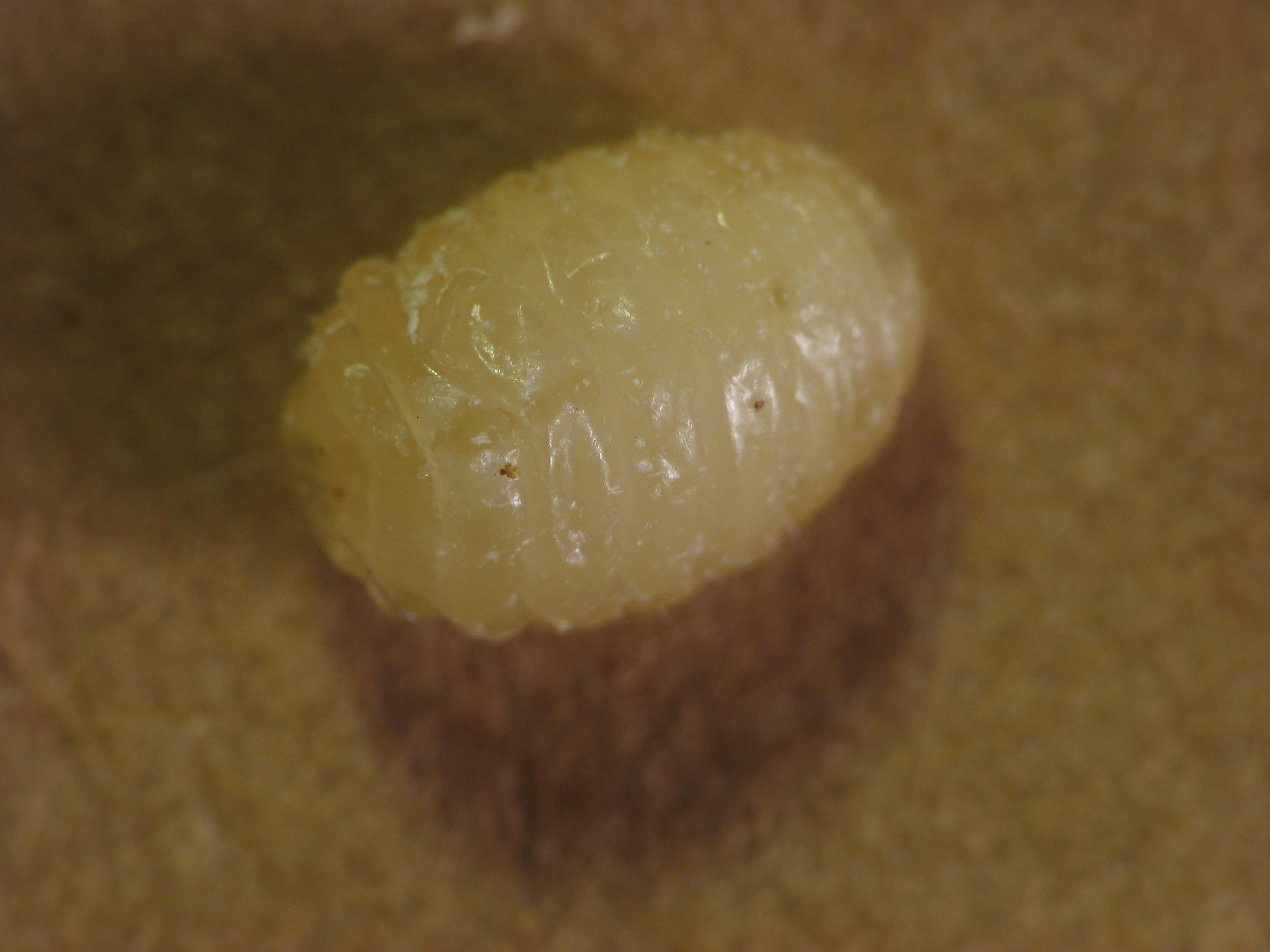
Larva da Eurosta solidaginis

Eurosta é um gênero de moscas da família Tephritidae. Existem sete espécies do gênero, todas na América do Norte.

## Espécies
- E. vírgula (Wiedemann, 1830)[6]
- E. cribrata (Wulp, 1867)[7]
- E. fenestrata Neve, 1894[8]
- E. floridensis Foote, 1977[9]
- E. lateralis (Wiedemann, 1830)[6]
- E. latifrons (Loew, 1862)[10]
- E. solidaginis (Fitch, 1855)[2][11]